# Pindorama
Pindorama este un oraș în São Paulo (SP), Brazilia.